# Hřbitov Montparnasse
Hřbitov Montparnasse (francouzsky Cimetière du Montparnasse) je významný hřbitov v Paříži, který leží v jižní části města ve čtvrti Montparnasse ve 14. obvodu.
Se svými 19 ha je druhým největším pohřebištěm uvnitř Paříže a je zároveň jednou z největších zelených ploch ve městě. Nachází se zde zhruba 35.000 hrobů a roste zde asi 1200 stromů, hlavně lípy, cedry, javory, jasany a různé druhy jehličnanů.

## Historie
Původně se v těchto místech nacházely tři zemědělské usedlosti. V 17. století zde vznikl soukromý hřbitov pro duchovní z farnosti Saint-Jean-de-Dieu.
Na počátku 19. století tehdejší pařížský prefekt Nicolas Frochot nechal vykoupit zdejší pozemky a zřídil zde jeden ze tří velkých hřbitovů za tehdejšími hradbami Paříže. První pohřeb se konal dne 25. července 1824.

## Výběr pochovaných osobností

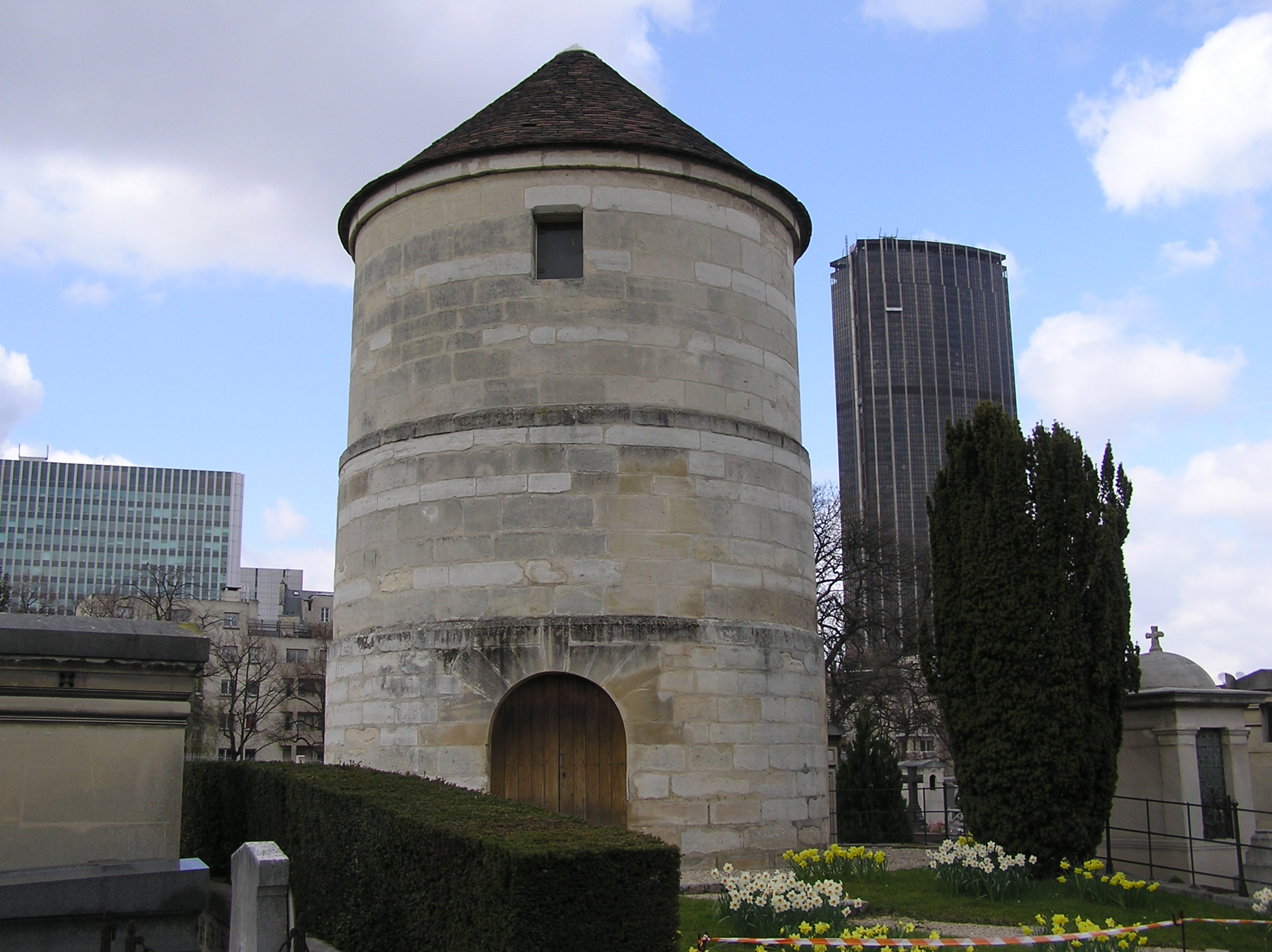
Starý větrný mlýn na hřbitově, v pozadí Tour Montparnasse

Je zde pohřbeno mnoho osobností, takže se hřbitov stal svého druhu atrakcí. Návštěvníci si mohou u vstupu zakoupit seznam a mapku ukazující umístění hrobů.
A
- Raymond Aron (1905–1983), francouzský filozof a politolog (24. oddělení)

B
- Bruno Cremer (1929–2010),  francouzský herec
- Charles Baudelaire (1821–1867), francouzský básník (6. oddělení)
- Simone de Beauvoir (1908–1986), francouzská filozofka (20. oddělení)
- Samuel Beckett (1906–1989), irský spisovatel (12. oddělení)
- Jean-Paul Belmondo (1933–2021), francouzský herec
- Jean Béraud (1849–1935), francouzský malíř
- Aloysius Bertrand (1807–1841), francouzský básník (10. oddělení)
- William-Adolphe Bouguereau (1825–1905), francouzský malíř
- Constantin Brâncuşi (1876–1957), francouzský sochař rumunského původu (18. oddělení)
- Michel Bréal (1832–1915), francouzský filolog (14. oddělení)
- Gyula Brassaï (1899–1984), francouzský fotograf maďarského původu (2. oddělení)

C

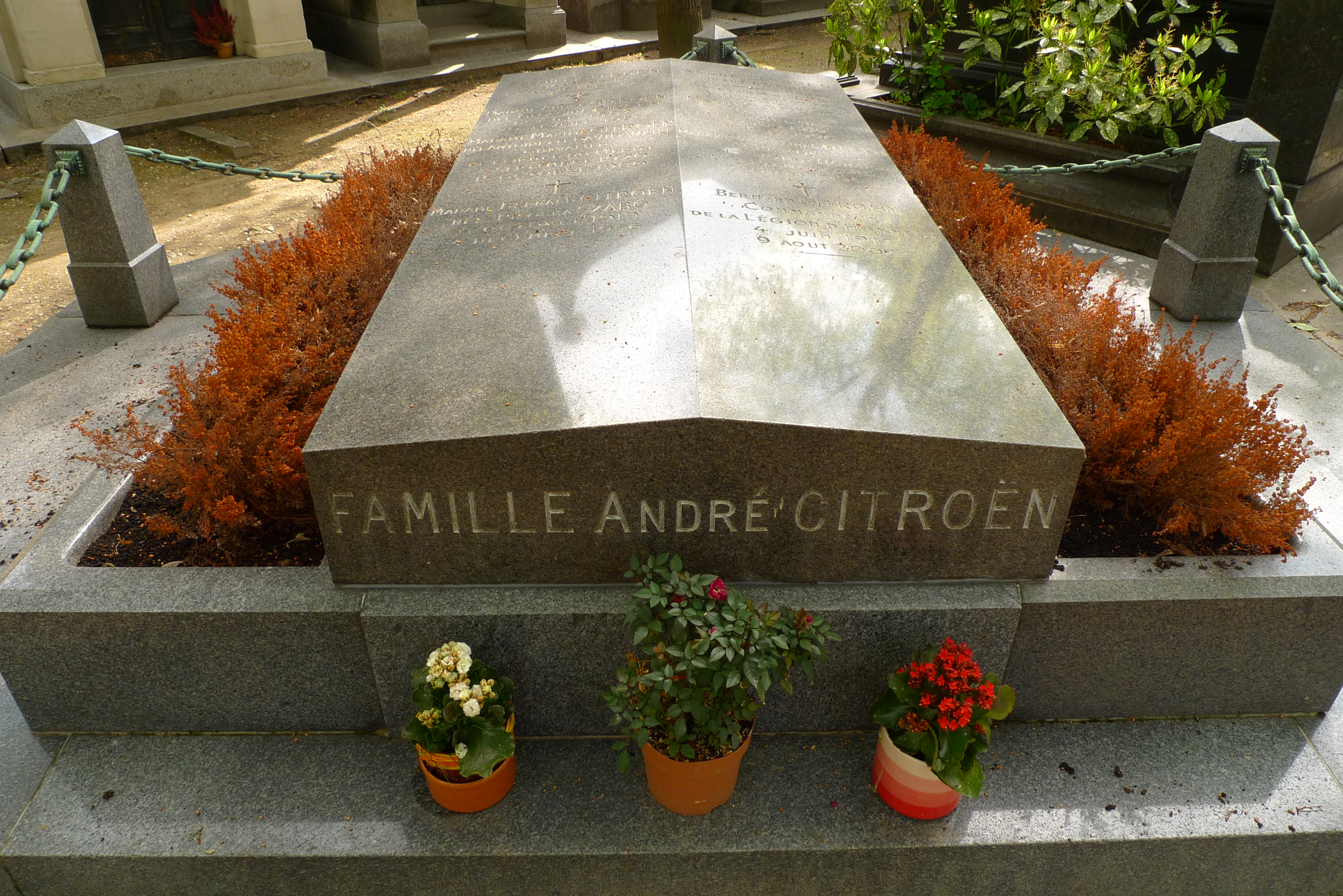
Hrob André Citroëna

- Emmanuel Chabrier (1841–1894), francouzský skladatel (9. oddělení)
- Jacques Chirac (1932–2019), francouzský prezident
- André Citroën (1879–1935), francouzský průmyslník (28. oddělení)
- Aristide Cavaillé-Coll (1811–1899), francouzský varhanář (18. oddělení)
- Julio Cortázar (1914–1984), argentinský spisovatel (3. oddělení)
- Charles Cros (1842–1888), francouzský básník (29. oddělení)

D
- Paul Deschanel (1855–1922), francouzský prezident (14. oddělení)
- Robert Desnos (1900–1945), francouzský básník (15. oddělení)
- Alfred Dreyfus (1859–1935), francouzský důstojník (28. oddělení)
- Jules Dumont d'Urville (1790–1842), francouzský mořeplavec (15. oddělení)
- Marguerite Duras (1914–1996), francouzská spisovatelka a režisérka (21. oddělení)
- Émile Durkheim (1858–1917), francouzský sociolog

G

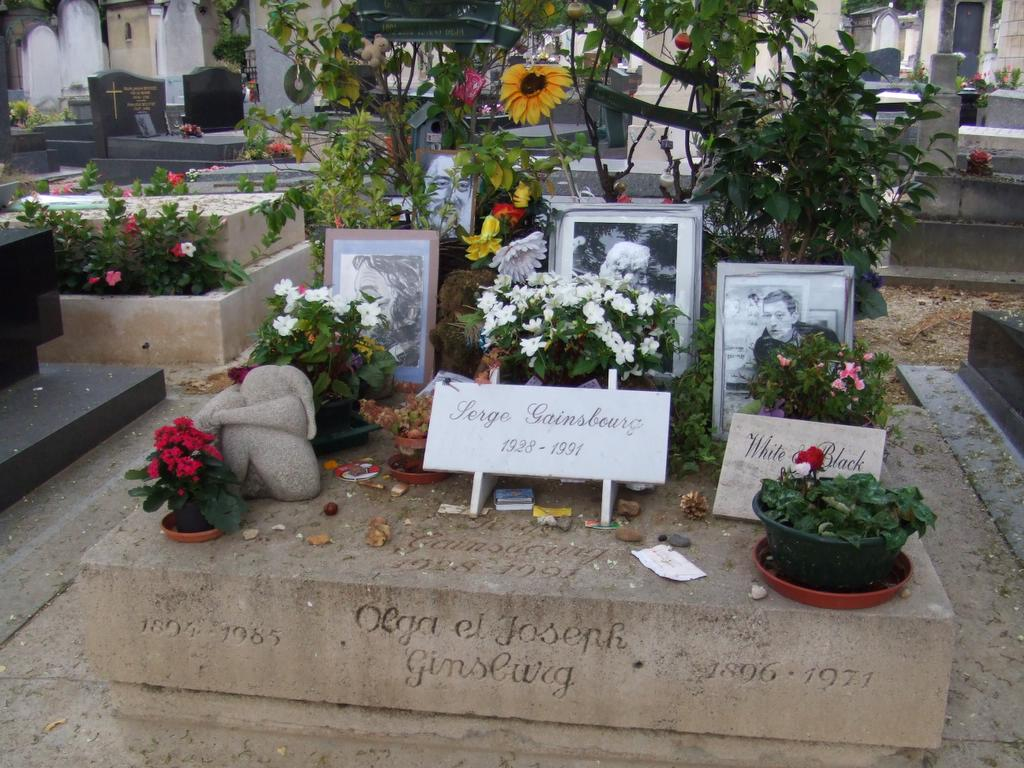
Hrob Serge Gainsbourga

- Serge Gainsbourg (1928–1991), francouzský skladatel a zpěvák (1. oddělení)
- Charles Garnier (1825–1898), francouzský architekt

H
- Charles Hermite (1822–1901), francouzský matematik
- Pierre-Jules Hetzel (1814–1886), francouzský vydavatel (7. oddělení)
- Jean-Antoine Houdon (1741–1828), francouzský sochař (1. oddělení)

I
- Eugène Ionesco (1909–1994), francouzský dramatik a spisovatel rumunského původu (6. oddělení)

J
- de Jussieu, rodina francouzských botaniků (1. oddělení)

L
- Pierre Athanase Larousse (1817–1875), francouzský lexikograf a vydavatel (14. oddělení)
- Pierre Laval (1883–1945), francouzský politik
- Urbain Le Verrier (1811–1877), francouzský matematik a astronom (11. oddělení)
- Pierre Louÿs (1870–1925), francouzský spisovatel (26. oddělení)

M

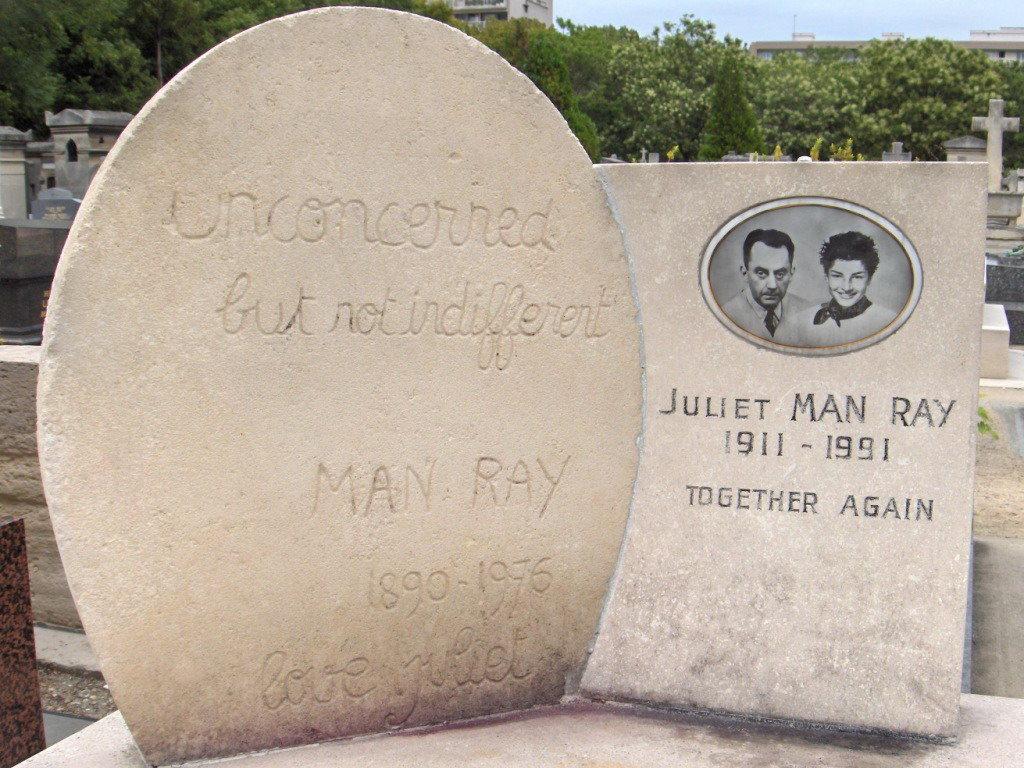
Hrob fotografa Man Raye

- Man Ray (1890–1976), americký fotograf a malíř (7. oddělení)
- Guy de Maupassant (1850–1893), francouzský spisovatel (26. oddělení)

N
- Philippe Noiret (1930–2006), francouzský herec (3. oddělení)
- Francine Navarro (1950–2008), francouzská módní návrhářka a právnička, sňatkem černohorská korunní princezna

P
- Adolphe Pégoud (1889–1915), francouzský pilot (4. oddělení)
- Symon Petljura (1879–1926), ukrajinský politik
- Henri Poincaré (1854–1912), francouzský matematik (16. oddělení)
- Pierre-Joseph Proudhon (1809–1865), francouzský teoretik socialismu a myslitel (2. oddělení)

R
- Jean-Pierre Rampal (1922–2000), francouzský flétnista (3. oddělení)
- Jean-François Revel (1924–2006), francouzský filozof, spisovatel a novinář (10. oddělení)
- François Rude (1784–1855), francouzský sochař (1. oddělení)

S

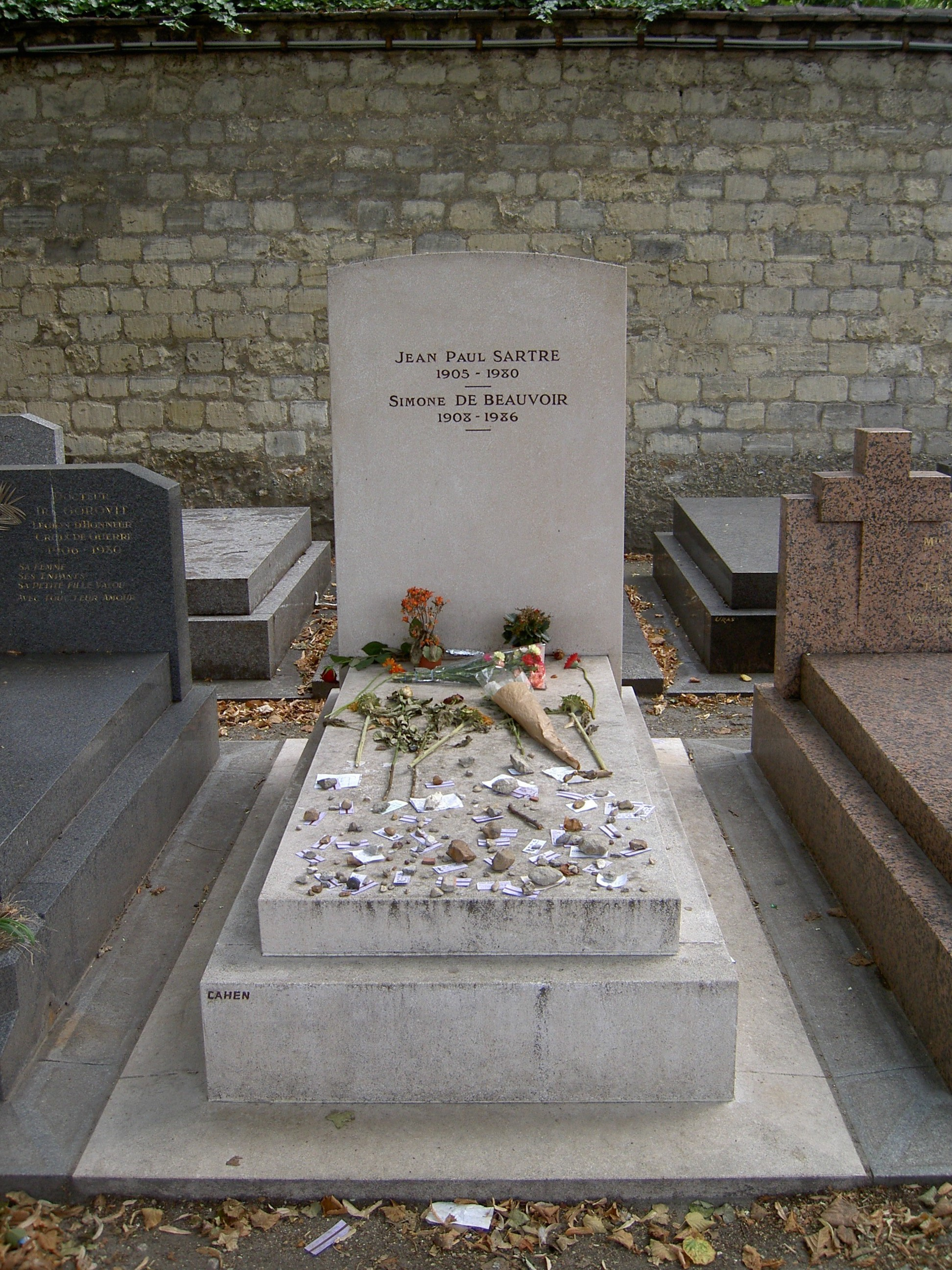
Společný hrob S. de Beauvoir a J.-P. Sartra

- Camille Saint–Saëns (1835–1921), francouzský skladatel (13. oddělení)
- Jean-Paul Sartre (1905–1980), francouzský filozof (20. oddělení)
- Marcel Schwob (1867–1905), francouzský spisovatel (5. oddělení)
- Susan Sontag (1933–2004), americká spisovatelka a intelektuálka
- Chaïm Soutine (1893–1943), litevský malíř (15. oddělení)

T
- Tristan Tzara (1896–1963), francouzský básník rumunského původu (8. oddělení)

Z
- Ossip Zadkine (1890–1967), francouzský sochař ruského původu (8. oddělení)

## Významné pařížské hřbitovy
V současnosti je na území města Paříže funkčních 14 hřbitovů, z nichž čtyři hřbitovy mají více než 10 000 hřbitovních míst:
- Père Lachaise (cca 70 000 náhrobků nebo koncesí) [1]
- Montparnasse (35 000) [2]
- Montmartre (20 000) [3]
- Batignolles (15 000) [4]

Dalších šest hřbitovů určených k pohřbívání Pařížanů leží mimo území hlavního města. Jejich názvy jsou odvozeny od měst, ve kterých se nacházejí:
- Hřbitov Pantin (200 000) [5]
- Hřbitov Thiais (150 000) [6]
- Hřbitov Bagneux (83 000) [7]
- Hřbitov Ivry (48 000) [8]
- Hřbitov Saint-Ouen (46 000) [9]